# Haukeli
Haukeli ist ein Ort in der norwegischen Gemeinde Vinje in Telemark.

## Lage
Der Ort ist ein Verkehrsknotenpunkt, an dem sich der Riksvei 9 und die E134, der Haukelivegen, treffen. Früher wurde der Ort Haukeligrend genannt. Seit 1999 heißt er wieder wie ursprünglich Haukeli.
Zwölf Kilometer westlich von Haukeli liegt die Gebirgsregion Haukelifjell, in der Winterzeit ein Skigebiet mit Haukeliseter als Hauptort. Ebenfalls in der Umgebung von Haukeli gibt es seit 1957 das Haukeli kraftverk und seit 1979 das Kjela kraftverk, die beide die Wasserkraft als Energiequelle nutzen. Zudem befindet sich zwei Kilometer nördlich der Venemodammen.